# ميهالي لانتوس
ميهالي لانتوس (بالمجرية: Lantos Mihály)‏ (مواليد 29 سبتمبر 1928) هو لاعب كرة قدم. يلعب مع منتخب المجر لكرة القدم. سبق له أن لعب في كأس العالم لكرة القدم مع منتخب بلاده.

## روابط خارجية
- ميهالي لانتوس على موقع الاتحاد الدولي (مؤرشف)  (الإنجليزية)
- ميهالي لانتوس على موقع قاعدة بيانات كرة القدم.إي يو (الإنجليزية)
- ميهالي لانتوس على موقع بيانات كرة القدم. دي إي (الألمانية)
- ميهالي لانتوس على موقع ناشيونال فوتبول تيمز (الإنجليزية)
- ميهالي لانتوس على موقع Soccerway.com (الإنجليزية)
- ميهالي لانتوس على موقع عالم كرة القدم.نت (الإنجليزية)
- ميهالي لانتوس على موقع أوليمبيديا (الإنجليزية)